# アリー・ゴマア
アリー・ゴマア（アリー・ジュムア、アラビア語:علي جمعة、‘Alī Jum‘ah、Sheikh Ali Gomaa、1952年3月3日 - ）は、エジプトのイスラム法学者。2003年から2013年3月まで、エジプトの大ムフティー（最高イスラム法官）を務めた。

## 略歴
- 1952年3月3日生まれ。
- 1973年：アイン・シャムス大学商学学士
- 1979年：アズハル大学イスラム法学学士
- 1985年：アズハル大学イスラム法学修士
- 1988年：アズハル大学イスラム法学博士
- 1985年にアズハル大学で教鞭を取り、准教授を経て教授となる。
- 2003年：エジプトの大ムフティーに就任。

## 活動・人柄
イスラム法学者として、2010年3月までに43冊の宗教書、7冊のイスラム辞典をはじめ多くの著書があり、一部は英訳され海外で出版されている。また、アメリカ合衆国バージニア州にあるSchool of Islam and Social Science（SISS）のカリキュラム設定に参加するなど、海外での宗教教育にも熱心である。相当の英語力があり、欧米の学者、ジャーナリストとも親交がある。
穏健且つリベラルなスンナ派イスラム法学者として知られ、テロ・暴力はイスラムの教えに反するとの一貫した立場を取っている。1990年代には、収監中の過激派、ジハード主義者と面談し、多数が暴力放棄を宣言する転向の契機を与えたとされる。
2003年の大ムフティー就任後には、テレビ番組に多く出演し、新聞（アル＝アハラーム紙）でコラムを執筆するなど、積極的にメディアに登場している。また、中東やヨーロッパ諸国を訪問して、政治的・外交的役割も果たしている。2007年のデンマーク紙によるムハンマド風刺漫画掲載問題の際には、イスラム教徒に冷静な対応を呼びかけ、また過激主義を否定するなど、幅広く穏健な論調を展開した。2009年2月には、イスラム教徒がムスリム同胞団或いはより過激なイスラム主義団体に加入することはイスラムに反するとのファトワーを出した。2008年8月には、レバノンのベイルートを訪問して、レバノン・シーア派の最高権威（大アーヤトッラー）であるファドラッラーと会談し、スンナ派、ドゥルーズ派指導者から国民和解に寄与したと謝意が表明された。
2010年（平成22年）3月には、日本の外務省の招待により日本を訪問し、岡田克也外務大臣への表敬訪問、日本政府や日本の宗教界関係者との会談、講演会などを行う予定。